# Le toréador
Le toréador, ou L'accord parfait (título original en francés; en español, El torero, o El perfecto acuerdo) es una opéra-comique en dos actos con música de Adolphe Adam y libreto en francés de Thomas-Marie-François Sauvage. Se estrenó en la Opéra-Comique, París el 18 de mayo de 1849. 
Fue un enorme éxito y la obra apareció con regularidad en el repertorio de la Opéra-Comique hasta 1869. Adam usó varias piezas familiares de música en la partitura. El número más famoso es una serie de variaciones sobre Ah! vous dirai-je, maman (en español, más conocido por ser la melodía de Campanita del lugar). La ópera también cita el aria Tandis que tout sommeille de L'amant jaloux de Grétry y Je brûlerai d'une flamme éternelle del mismo compositor Le tableau parlant así como tonadas ppulares folclóricas, incluyendo un cfandango, una folía y cachucha españoles. A pesar de esto, hubo poco intento de dar a la partitura un color local. La ópera se pretendía originariamente que fuera de un solo acto pero se dividió en dos para permitir a la soprano recuperar el aliento en un rol agotador.
Esta ópera rara vez se representa en la actualidad; en las estadísticas de Operabase aparece con sólo 2 representaciones en el período 2005-2010, siendo la primera de Adolphe Adam.

## Personajes
| Personaje                      | Tesitura | Reparto del estreno, 18 de mayo de 1849 (Director: Théophile Tilmant) |
| ------------------------------ | -------- | --------------------------------------------------------------------- |
| Don Belflor un torero retirado | bajo     | Charles Battaille                                                     |
| Coraline su esposa             | soprano  | Delphine Ugalde                                                       |
| Tracolin                       | Tenor    | Toussaint-Eugène-Ernest Mocker                                        |

## Grabación
- Le toreador Sumi Jo, John Aler, Michel Trempont, Orquesta de la Ópera Nacional Galesa dirigida por Richard Bonynge (Decca, 1998)